# Ithaca (Nebraska)
Ithaca – wieś w Stanach Zjednoczonych, w stanie Nebraska, w hrabstwie Saunders.